# Arnold Holmboe
Arnold Holmboe, född 11 mars 1873, död 27 juli 1956, var en norsk jurist och politiker.
Holmboe blev juris kandidat 1900, var stortingsman för venstre 1922-23 samt åter från 1928, och justitieminister i Otto Blehrs andra regering 1922-23, finansminister i Johan Ludwig Mowinckels 1:a regering 1924-26, och var administrerande direktör A/S Vinmonopolet från 1928.